# 三重県立亀山高等学校
三重県立亀山高等学校（みえけんりつ かめやまこうとうがっこう）は、三重県亀山市本町にある県立高等学校。

## 概要
- 学科
  - 普通科
  - システムメディア科（「情報」に関する学科）
  - 総合生活科（「家庭」に関する学科）
- 所在地 - 三重県亀山市本町一丁目10番1号
- 校訓 - 自主自律

## 沿革
- 1905年4月 - 私立鐸鳴女学校、亀山尋常小学校の校舎を利用して開校。
- 1921年
  - 3月 - 鐸鳴女学校第15回卒業式挙行後、郡立に移管され鈴鹿郡立鈴鹿高等女学校と改称。教室は鐸鳴女学校校舎と亀山城武器庫を使用。
  - 8月 - 鈴鹿郡立鈴鹿高等女学校の新校地として陰涼寺山東の3,000坪を選定し知事の認可を受ける。
  - 11月 - 鈴鹿郡立鈴鹿高等女学校新校地で地鎮祭を行う。
- 1922年
  - 3月 - 鈴鹿郡立鈴鹿高等女学校新校舎第1期工事竣工。
  - 4月 - 鈴鹿郡立鈴鹿高等女学校が亀山町外18ヵ町村組合立鈴鹿高等女学校となる。
  - 7月 - 組合立鈴鹿高等女学校新校舎第2期工事着工。
  - 11月 - 組合立鈴鹿高等女学校新校舎第2期工事竣工。第3期工事着工。
  - 12月 - 大正12年度より組合立鈴鹿高等女学校の県立移管が県議会で決定。
- 1923年
  - 3月 - 組合立鈴鹿高等女学校新校舎第3期工事竣工。
  - 4月 - 組合立鈴鹿高等女学校を廃して三重県立鈴鹿高等女学校となる。
- 1929年4月 - 鈴鹿高等女学校、校庭北に農場を作る。
- 1930年4月 - 南崎の元郡立鈴鹿農学校の校舎を使用して私立亀山公民学校が開校。
- 1931年4月 - 鈴鹿高等女学校、セーラー服を制服とする。
- 1933年4月 - 鈴鹿高等女学校、三重県女子師範学校と校舎校地を共用。全職員に両校の兼任辞令が発令される。
- 1934年10月 - 鈴鹿高等女学校、女子師範学校共用の新校歌を制定。佐々木信綱 作詞、東京音楽学校教授・信時潔 作曲。
- 1935年
  - 4月 - 南崎の私立亀山公民学校を亀山町立に移管し、校名を亀山町立亀山実業公民学校と改称。
  - 5月 - 鈴鹿高等女学校、運動場拡張工事開始。
  - 9月 - 亀山町立亀山実業公民学校を亀山町立実業学校と改称。
- 1937年5月 - 鈴鹿高等女学校、薙刀授業を開始。
- 1938年
  - 4月 - 鈴鹿高等女学校、防空演習を開始。
  - 8月 - 鈴鹿高等女学校、モンペ着用を開始。
- 1941年
  - 5月 - 鈴鹿高等女学校、担架訓練を開始。
  - 6月 - 鈴鹿高等女学校、陸軍北伊勢飛行場で奉仕作業を実施。
  - 9月 - 亀山実業学校、西丸に新校舎が完成し、南崎より移転。また陸軍北伊勢飛行場、高野尾で奉仕作業を実施。
- 1942年4月 - 鈴鹿高等女学校、制服をセーラー服からへちま襟服に、校章を金属製から陶製にそれぞれ変更。
- 1943年3月 - 女子師範学校が国立化されたため、鈴鹿高等女学校と校舎校地を分離。女子師範学校付属小学校が使用していた創立期の旧校舎に鈴鹿高等女学校が移転。
- 1943年4月 - 亀山実業学校、亀山町立文化女学校を併合して女子部とする。
- 1944年4月 - 鈴鹿高等女学校4年生は三菱航空機株式会社（初代）千代崎工場で海軍戦闘機「雷電」の組み立て作業に、亀山実業学校3年生は鈴鹿海軍工廠に、同校1年生と2年生は北伊勢飛行場土木工事等にそれぞれ学徒動員。
- 1945年
  - 4月 - 亀山実業学校西丸校舎、鈴鹿海軍工廠亀山分工場となる。
  - 8月 - 敗戦により動員解除。亀山実業学校、鈴鹿高等女学校とも教室等より機械を撤去し校舎内外を整備。
- 1948年
  - 5月 - 学校再配置で鈴鹿高等女学校と亀山実業学校が統合し、三重県亀山高等学校となる。校地校舎は鈴鹿高等女学校のものを利用し23日に開校。
  - 8月 - 普通課程のほかに定時制課程を併設。
- 1949年
  - 4月 - 商業課程と家庭技芸課程を設置。校章を制定。
  - 9月 - 校歌・応援歌を制定。
- 1951年5月 - 運動場新設工事竣工。
- 1953年2月 - 校旗を制定。
- 1954年4月 - 保育課程を設置。
- 1955年4月 - 校名を変更し三重県立亀山高等学校となる。
- 1956年5月 - 保育実習施設（ふたば園）完成。
- 1962年1月 - 体育館兼講堂（現在の第2体育館）完成。
- 1967年2月 - 武道館完成。
- 1981年3月 - ふたば園を改築移転。ウエイトリフティング練習場移転竣工。
- 1982年3月 - 第1体育館完成。
- 1984年2月 - 2年生の修学旅行がスキー研修となる。
- 1989年3月 - 鉄筋2階建クラブハウス完成。
- 2011年4月 - 定時制課程の生徒募集を停止。
- 2014年3月31日 - 定時制課程を閉課。

## 設置学科

### 普通科
1クラスを約30人の少人数学級編成を行っている。就職、進学と、幅広い進路を選択することができる。
- アドバンス系列（特別進学）
- セレクション系列（一般教養・ビジネス）

### システムメディア科
1年次を基礎学習、2年次からは系列別の学習を行う。2年次、3年次には総合選択科目から進路や興味・関心に応じた科目を学習することができる。
- ITシステム系列 - コンピュータシステム全体のエキスパートをめざす。「ITパスポート」「基本情報技術者」などの国家資格の取得を目指す
- メディアデザイン系列 - ポスター・ホームページデザインなどの技術をCADなどを活用し習得する。
- 情報ビジネス系列 - ワープロや表計算など多くの検定取得を目指し、進学や就職を有利に進める。

### 総合生活科
- 幼児教育系列
- 人間福祉系列
- 食物文化系列

## アクセス
2024年4月現在、全校生徒588人のうち、通学に自転車を利用する生徒はおよそ400人である。
- 関西本線・紀勢本線亀山駅 徒歩20分
- 三重交通「三本松」、「鹿島橋」停留所 徒歩5分

## 著名な出身者
- 角谷正彦（元国税庁長官）
- 風間健介（写真家）

## その他
- 国家資格の基本情報技術者試験（FE）の午前科目免除制度の認定校となっている[2][3]。